# Jüdischer Friedhof (Zerbst/Anhalt)

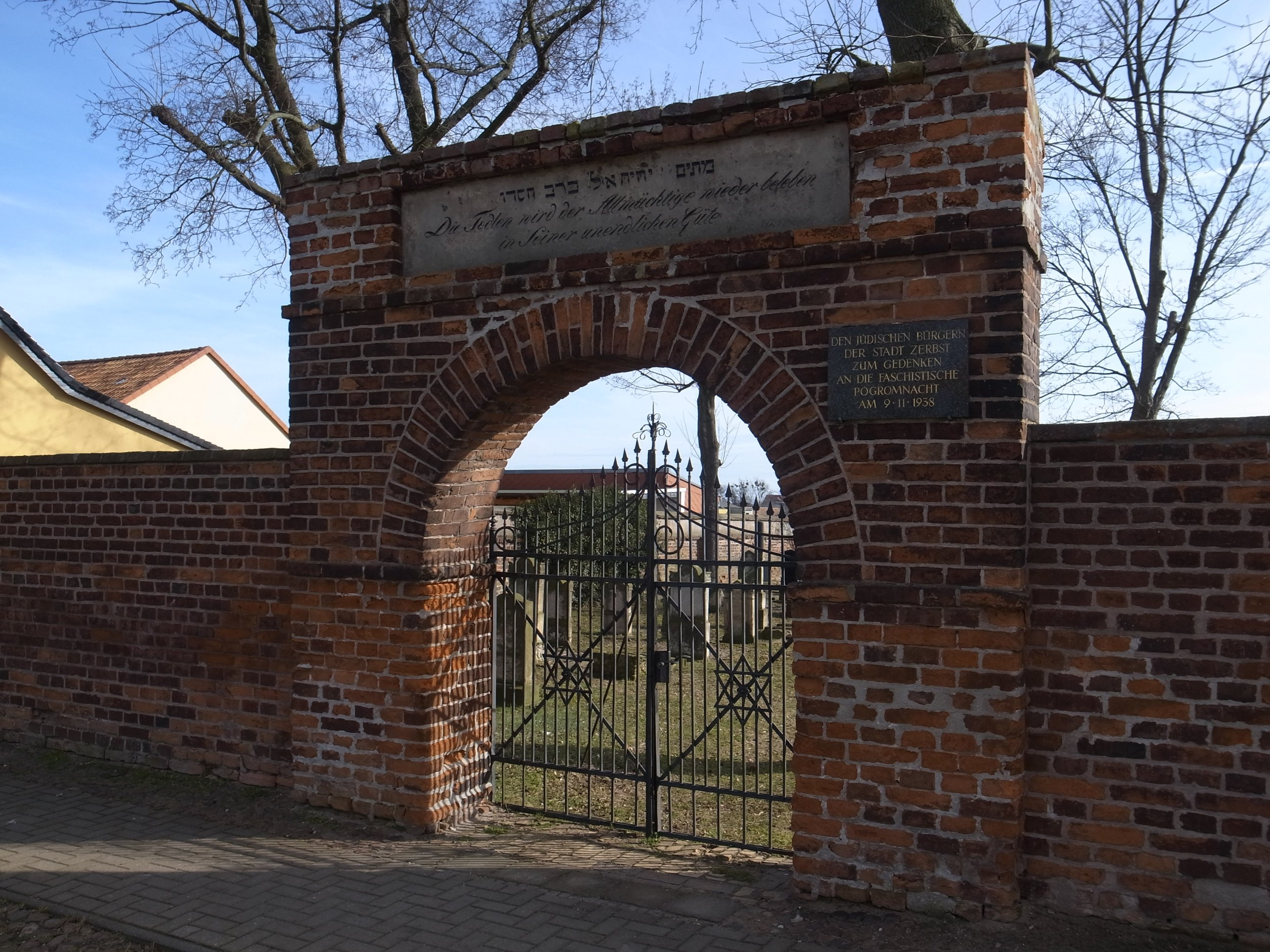
Eingang zum jüdischen Friedhof in Zerbst

Der Jüdische Friedhof in Zerbst/Anhalt, einer Stadt im Landkreis Anhalt-Bitterfeld in Sachsen-Anhalt, wurde 1769 oder 1782 angelegt. Der jüdische Friedhof an der Grünen Straße ist ein geschütztes Kulturdenkmal. 
Auf dem in den 1980er Jahren wieder hergerichteten Friedhof befinden sich heute noch etwa 40 bis 50 Grabsteine. Auf dem rundbogigen Eingang ist eine hebräische und deutsche Inschrift aus dem Hymnus Jigdal angebracht: Die Todten wird der Allmächtige wieder beleben in seiner unendlichen Güte.
An der rechten Seite befindet sich eine Gedenktafel mit der Inschrift:
Den jüdischen Bürgern der Stadt Zerbst

Zum Gedenken an die faschistische Pogromnacht am 9.11.1938.